# Billy Magnusson
Billy Tommy Jesper Magnusson, född 21 oktober 1978 i Landskrona, är en svensk fotbollstränare och tidigare fotbollsspelare som sedan juli 2023 är manager i Landskrona BoIS. 
Magnusson började spela fotboll i Borstahusens BK och tog som 14-åring steget över till Landskrona BoIS. Där spelade han i seniorlaget mellan åren 1995 och 1999.Som spelare har han även representerat Helsingör (2000), Eslövs BK (2000–2001) och Asmundtorps IF (2002–2008).  Han har också arbetat som lärare i Landskrona. 
Magnusson blev spelande tränare i Borstahusen säsongen 2009 och därefter inleddes en karriär som tränare inom främst Landskrona BoIS. Efter en kort sejour i Halmstads BK som assisterande tränare tog han över rollen som huvudtränare för Landskrona BoIS år 2019. I juli 2023 fick Magnusson istället en roll som manager i klubben och ersattes av Max Mölder som huvudtränare.

## Meriter
- Avancemang till Superettan 2021 med Landskrona BoIS.